# Caconemobius varius
Espèce
Statut de conservation UICN

 VU B1+2bd, C2a : Vulnérable
Caconemobius varius est une espèce de grillons connue sous le nom commun anglais de Kaumana cave cricket (qui pourrait se traduire par « Grillon des cavernes Kaumana »). Il est originaire d'Hawaï.